# Brigitte Bardot (Lied)
Brigitte Bardot, auch bekannt als Brigitte Bardot-Bardot (in brasilianischer Aussprache [bɾiˈʒitʃi bɑʁˈdɔ bɑʁˈdɔ]), ist ein von Miguel Gustavo komponiertes Samba-Stück. Es ist inspiriert von der Schauspielerin Brigitte Bardot und wurde 1960 in der Erstaufnahme von Jorge Veiga gesungen. Das Lied ist eine Samba carioca und zugleich ein beliebter Marsch, der im Karneval in Rio de Janeiro gespielt und gesungen wurde. Es war der Karnevalshit des Jahres 1961. Das Lied wurde 1978 von dem belgischen Trio Two Man Sound in einem Disco-Samba-Medley verwendet.